# 小行星434
小行星434（434 Hungaria）是在主帶內側，相對來說是顆較小的小行星，它被歸類為E-型小行星（高反照率的小行星）。在4：1的柯克伍德空隙外側運行的小行星族以他為名，稱為匈牙利族小行星，位於主要小行星帶的核心。
它是在1898年9月11日被馬克斯·沃夫在海德堡大學發現的，並在1898年於布達佩斯舉行的天文學會議中命名為匈牙利。
它被認為與Eger和頑火無球隕石之間在發展上有關聯性。

## 外部連結
- Orbital simulation （页面存档备份，存于） from JPL (Java)
- SDSS image taken on 01APR2003 /Fermats Brother （页面存档备份，存于）
- Relation between 434 Hungaria, 3103 Eger, and e-type asteroids （页面存档备份，存于）
- Near IR-spectra of 3 Hungaria family asteroids: 4483 Petofi, 3169 Ostro and 3940 Larion （页面存档备份，存于）

| 前一小行星： 433 愛神星 | 小行星列表 | 後一小行星： 435 Ella |